# Ordem da Coroa da Itália

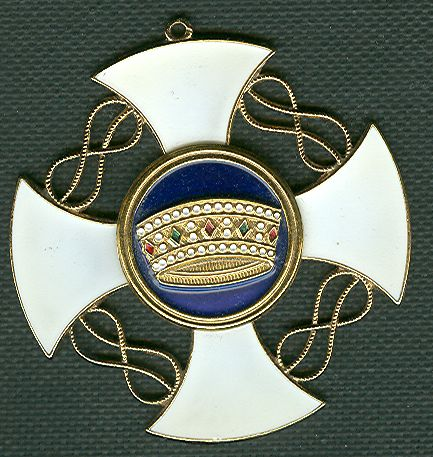
Cruz de Comendador da Ordem da Coroa de Itália

A Ordem da Coroa de Itália (italiano: Ordine della Corona d'Italia) foi uma honraria do Reino de Itália.

## História
Foi instituída pelo rei Vítor Emanuel II em 20 de fevereiro de 1868 para comemorar a unificação italiana, e podia ser concedida a civis e militares. Depois de 1946, ela foi substituída pela Ordem do Mérito da República Italiana. Porém, a Ordem da Coroa de Itália continuou a ser entregue pelo rei Humberto II até a sua morte em 18 de março de 1983.
Diferente da antiga Ordem dos Santos Maurício e Lázaro, a Ordem da Coroa de Itália também era concedida a não-católicos.
A insígnia da ordem era composta por uma cruz branca esmaltada, cujos braços eram unidos pelos nós de Saboia em ouro, a medalha no centro ostentava a Coroa de Ferro sobre um fundo azul, e o reverso possuía a águia de Saboia.

## Graus
- Cavaleiro de Grã-Cruz

 República
 Reino
- Grande-Oficial

 República
 Reino
- Comendador

 República
 Reino
- Oficial

 República
 Reino
- Cavaleiro

 República
 Reino

## Conversão
Em Genebra em 1988, a Ordem Civil de Saboia e a Ordem da Coroa de Itália foram convertidas na Ordem do Mérito de Saboia, com os seguintes cinco graus: 
- Cavaleiro de Grã-Cruz (número limite de 100)
- Grande-Oficial (número limite de 150)
- Comendador (número limite de 100)
- Oficial
- Cavaleiro

As mulheres apenas dispõem de três graus: 
- Dama de Grã-Cruz (número limite de 100)
- Dama Comendadora (número limite de 300)
- Dama

A Ordem também tem duas classes não pertencentes à Ordem: 
- Cruz de Ouro
- Cruz de Prata